# 외드멧돼지
외드멧돼지(Sus bucculentus)는 멧돼지속에 속하는 돼지의 일종이다. 인도차이나워티피그(Indochinese warty pig) 또는 베트남워티피그(Vietnam warty pig)로도 불린다. 라오스와 베트남에서 발견된다. 거의 알려지지 않았고 1995년 라오스 안남산맥에서 죽임을 당한 개체의 두개골 표본이 발견될 때까지 멸종된 것으로 간주되었다. 학명은 프랑스의 예수회 선교사이자 동물학자인 피에르 마리 외드가 명명했다.